# Poso
El Poso o Pozo és un llac tectònic ubicat al costat del centre de l'illa de Cèlebes a Indonèsia. El poble de Pendolo és a la riba del sud del llac, mentre que Tentana és a la riba nord. Amb una superfície de 323,2 k² i una profunditat màxima de 450 m, és el tercer llac més profund d'Indonèsia. El llac desguassa pel riu Poso que es dirigeix fins al poblat de Poso, a les ribes del mar de les Moluques. Es pot arribar al llac Poso des de Rantepao en la regió dels Toraya, agafant la carretera des de Palopo i la ciutat de Wotu en el golfo de Boni i després desviar a Pendolo o Tentena. Poso està connectada per via aèria amb Palu, la capital de la província.

## Flora i fauna
El llac alberga anguiles platejades i grogues i dues espècies endèmiques de peixos, Adrianichtys kruyti i Xenopoecilus poptae. Mugilogobius amadi sembla extingit, ja que es va detectar per última vegada el 1987. Les possibles causes de la seva desaparició són la contaminació del llac Poso i la importació d'espècies de peixos foranes. També cal destacar l'esponja del gènere Pachydictyum que només es troba en el llac Poso. És una esponja d'aigua dolça (Spongillidae).
Els boscos que rodegen el llac encara proporcionen rars albiraments del Bubalus depressicornis i el Babyrousa babyrussa. Aquestes dues espècies en perill d'extinció es troben en una sèrie d'animals silvestres que només es troben a la província de Cèlebes central.
Prop del poble de Bancea, junt al llac, hi ha un parc que conté orquídies silvestres.

## Turisme
A finals d'agost se celebra el Festival del llac Poso, amb competicions d'esports tradicionals i certàmens de cant i dansa a Tentena.